# 拉达尼安·汤姆林森
拉达尼安·汤姆林森（英語：LaDainian Tomlinson，1979年6月23日—），美式足球跑卫，曾效力于国家橄榄球联盟的圣迭戈闪电及纽约喷气机队。他原先在德克萨斯基督教大学打球，2001年选秀中以第一轮第5顺位被圣迭戈闪电队选中，并在此效力9个赛季。2010年他以自由球员身份转会至喷气机队，2011年球季結束後宣布退休。
汤姆林森曾五次入选職業盃，六次入选全明星队（All-Pro）。2006年与2007年成为联盟的跑阵王（rushing title），职业生涯跑阵码数位列NFL史上第五位。2006赛季中他打破了多项纪录，并获得了NFL最有价值球员、美联社年度進攻球员等众多荣誉。
09年賽季結束後便轉戰至纽约喷气机，兩個賽季結束後於2012年6月18日與闪电隊簽屬一份短期合約後立即宣佈退役，留下NFL史上跑阵码数第七位、持球衝鋒達陣史上第二等多項紀錄及成績。

## NFL記錄
- 單一赛季總達陣成功次數（接球達陣加持球衝鋒達陣）紀錄保持者。（2006年，31次；原紀錄保持者，2005年西雅图海鹰跑衛肖恩·亚历山大，28次）
- 單一赛季持球衝鋒達陣成功次數紀錄保持者。（2006年，28次；原紀錄保持者，2005年西雅图海鹰跑衛肖恩·亚历山大及2003年堪薩斯城酋長跑衛普雷斯特·霍姆斯（英语：Priest Holmes），27次）
- 單一赛季得分最多。（2006年，186分；原紀錄保持者，1960年綠灣包裝工踢球手保羅·霍農（英语：Paul Hornung），176分）
- 單一赛季中的單一月份得分最多。（2006年11月，78分；原紀錄保持者，1961年10月綠灣包裝工踢球手保羅·霍農（英语：Paul Hornung），77分）
- 連續五場比賽內達陣成功次數最多保持。（2006年，15次）
- 連續六場比賽內達陣成功次數最多保持。（2006年，19次）
- 單一赛季中的前10場比賽達陣成功次數最多保持。（2006年，22次）
- 單一赛季中的前12場比賽達陣成功次數最多保持。（2006年，26次）
- 單一赛季中的單一月份達陣成功次數最多保持。（2006年11月，13次；原紀錄保持者，1958年10月克里夫兰布朗跑衛詹姆斯·納撒尼爾·布朗（英语：James Nathaniel Brown），12次）
- 單場比賽至少2次持球衝鋒達陣成功場次最多保持。（38場）
- 單場比賽至少3次持球衝鋒達陣成功場次最多保持。（12場；原紀錄保持者，克里夫兰布朗跑衛詹姆斯·納撒尼爾·布朗（英语：James Nathaniel Brown），10次）
- 單一赛季中的混合碼數（衝鋒碼數加接球碼數）至少200碼比賽場次最多保持。（2003年，5場）
- 單一赛季中的單場比賽得分至少超過18分以上（含）比賽場次最多保持。（2006年，6場）
- 單一赛季中的單場比賽得分至少超過16分以上（含）比賽場次最多保持。（2006年，6場，與1960年綠灣包裝工踢球手保羅·霍農（英语：Paul Hornung）並列）
- 單一赛季中的單場比賽得分至少超過14分以上（含）比賽場次最多保持。（2006年，6場，與1960年綠灣包裝工踢球手保羅·霍農（英语：Paul Hornung）及1942年綠灣包裝工外接手唐·赫特森（英语：Don Hutson）並列）
- 單一赛季中的單場比賽得分至少超過12分以上（含）比賽場次最多保持。（2006年，10場，與2003年堪薩斯城酋長跑衛普雷斯特·霍姆斯（英语：Priest Holmes）並列）
- 單一赛季中的單場比賽得分至少超過10分以上（含）比賽場次最多保持。（2006年，10場，與多名球員並列）
- 單一赛季中的單場比賽至少達陣成功次數2次以上（含）比賽場次最多保持。（2006年，10場，與2003年堪薩斯城酋長跑衛普雷斯特·霍姆斯（英语：Priest Holmes）並列）
- 單一赛季中的單場比賽至少達陣成功次數3次以上（含）比賽場次最多保持。（2006年，6場）
- 單一赛季中的單場比賽至少持球衝鋒達陣成功次數3次以上（含）比賽場次最多保持。（2006年，5場）
- 單一赛季中的單場比賽至少持球衝鋒達陣成功次數4次以上（含）比賽場次最多保持。（2006年，3場）
- 連續達陣成功次數比賽場次最多保持。（2004-2005年，18場，與巴爾的摩小馬跑衛蘭尼·摩爾（英语：Lenny Moore）並列，1963-1965年）
- 持球衝鋒達陣成功次數比賽連續場次最多保持。（14場）
- 持球衝鋒達陣成功次數至少2次（含）比賽連續場次最多保持。（2006年，8場）
- 持球衝鋒達陣成功次數至少3次（含）比賽連續場次最多保持。（2006年，3場）
- 多次達陣成功次數比賽連續場次最多保持。（2006年，8場）
- 總達陣成功次數（接球達陣加持球衝鋒達陣）至少2次（含）比賽連續場次最多保持。（2006年，8場）
- 總達陣成功次數（接球達陣加持球衝鋒達陣）至少3次（含）比賽連續場次最多保持。（2006年，4場）
- 總達陣成功次數（接球達陣加持球衝鋒達陣）至少4次（含）比賽連續場次最多保持。（2006年，2場，與2000年聖路易斯公羊跑衛馬歇爾·福克（英语：Marshall Faulk）及1962年綠灣包裝工後衛吉姆·泰勒（後衛）（英语：Jim Taylor (fullback)）並列）
- 單一赛季持球衝鋒碼數至少1,200碼連續賽季最多保持。（2001-2007年，7季；與跑衛埃里克·迪克森（英语：Eric Dickerson）並列）
- 單一赛季持球衝鋒碼數至少1,300碼連續賽季最多保持。（2002-2007年，6季）
- 單一赛季混合碼數（衝鋒碼數加接球碼數）至少1,500碼連續賽季最多保持。（2001-2008年，8季）
- 單一赛季持球衝鋒達陣成功次數至少5次（含）連續賽季最多保持。（2001-2010年，10季，與聖路易斯公羊跑衛馬歇爾·福克（英语：Marshall Faulk）並列）
- 單一赛季持球衝鋒達陣成功次數至少6次（含）連續賽季最多保持。（2001-2010年，10季，與聖路易斯公羊跑衛馬歇爾·福克（英语：Marshall Faulk）並列）
- 單一赛季持球衝鋒達陣成功次數至少7次（含）連續賽季最多保持。（2001-2009年，9季，與克里夫兰布朗跑衛詹姆斯·納撒尼爾·布朗（英语：James Nathaniel Brown）並列）
- 單一赛季持球衝鋒達陣成功次數至少8次（含）連續賽季最多保持。（2001-2009年，9季）
- 單一赛季持球衝鋒達陣成功次數至少9次（含）連續賽季最多保持。（2001-2009年，9季）
- 單一赛季持球衝鋒達陣成功次數至少10次（含）連續賽季最多保持。（2001-2009年，9季）
- 單一赛季持球衝鋒達陣成功次數至少11次（含）連續賽季最多保持。（2002-2009年，8季）
- 單一赛季持球衝鋒達陣成功次數至少12次（含）連續賽季最多保持。（2002-2007年，6季）
- 單一赛季持球衝鋒達陣成功次數至少13次（含）連續賽季最多保持。（2002-2007年，6季）
- 單一赛季總達陣成功次數（接球達陣加持球衝鋒達陣）至少14次（含）連續賽季最多保持。（2002-2007年，6季）
- 單一赛季總達陣成功次數（接球達陣加持球衝鋒達陣）至少15次（含）連續賽季最多保持。（2002-2007年，6季）
- 單一赛季總達陣成功次數（接球達陣加持球衝鋒達陣）至少16次（含）連續賽季最多保持。（2003-2007年，5季，與西雅图海鹰跑衛肖恩·亚历山大並列，2001-2005年）
- 單一赛季持球衝鋒達陣成功次數至少10次（含）的賽季。（2001-2009年，9季）
- 單一赛季持球衝鋒達陣成功次數至少11次（含）的賽季。（2002-2009年，8季，與達拉斯牛仔跑衛埃米特·史密斯（英语：Emmitt Smith）並列，1990-1996年、1998-1999年）
- 單一赛季持球衝鋒達陣成功次數至少12次（含）的賽季。（2002-2007年、2009年，7季）
- 單一赛季持球衝鋒達陣成功次數至少13次（含）的賽季。（2002-2007年，6季）
- 單一赛季持球衝鋒達陣成功次數至少14次（含）的賽季。（2002、2004-2007年，5季，與西雅图海鹰跑衛肖恩·亚历山大並列，2001-2005年）
- 單一赛季持球衝鋒達陣成功次數至少15次（含）的賽季。（2004-2007年，4季）
- 單一赛季持球衝鋒達陣成功次數至少17次（含）的賽季。（2004-2006年，3季，與達拉斯牛仔跑衛埃米特·史密斯（英语：Emmitt Smith）並列，1992年、1994-1995年）
- 單一赛季總達陣成功次數（接球達陣加持球衝鋒達陣）至少17次（含）的賽季。（2003-2007年，5季）
- 單一赛季總達陣成功次數（接球達陣加持球衝鋒達陣）至少18次（含）的賽季。（2004-2007年，4季）
- 單一赛季總達陣成功次數（接球達陣加持球衝鋒達陣）至少20次（含）的賽季。（2005-2006年，2季，與其他四球員並列）
- 最快達成混合碼數（衝鋒碼數加接球碼數）至少9,000碼的比賽場次。（72場，與跑衛埃傑林·詹姆斯（英语：Edgerrin James）並列）
- 最快達成混合碼數（衝鋒碼數加接球碼數）至少12,000碼的比賽場次。（95場，與跑衛埃傑林·詹姆斯（英语：Edgerrin James）並列）
- 最快達成混合碼數（衝鋒碼數加接球碼數）至少13,000碼的比賽場次。（104場）
- 最快達成混合碼數（衝鋒碼數加接球碼數）至少14,000碼的比賽場次。（111場）
- 最快達成混合碼數（衝鋒碼數加接球碼數）至少15,000碼的比賽場次。（121場）